# Бразилія на зимових Олімпійських іграх 2014
Бразилія на зимових Олімпійських іграх 2014 року у Сочі була представлена 13 спортсменами у 7 видах спорту. Бразильці не здобули жодної нагороди.

## Біатлон
Спринт
| Змагання | Спортсмени   | Час     | Промахи | Місце |
| -------- | ------------ | ------- | ------- | ----- |
| Жінки    | Жаклін Моран | 25:06.4 | 0+1     | 77    |